# Heliocontia vinculis
Heliocontia vinculis är en fjärilsart som beskrevs av Dyar. Heliocontia vinculis ingår i släktet Heliocontia och familjen nattflyn. Inga underarter finns listade i Catalogue of Life.